# Kabinett Reynaud

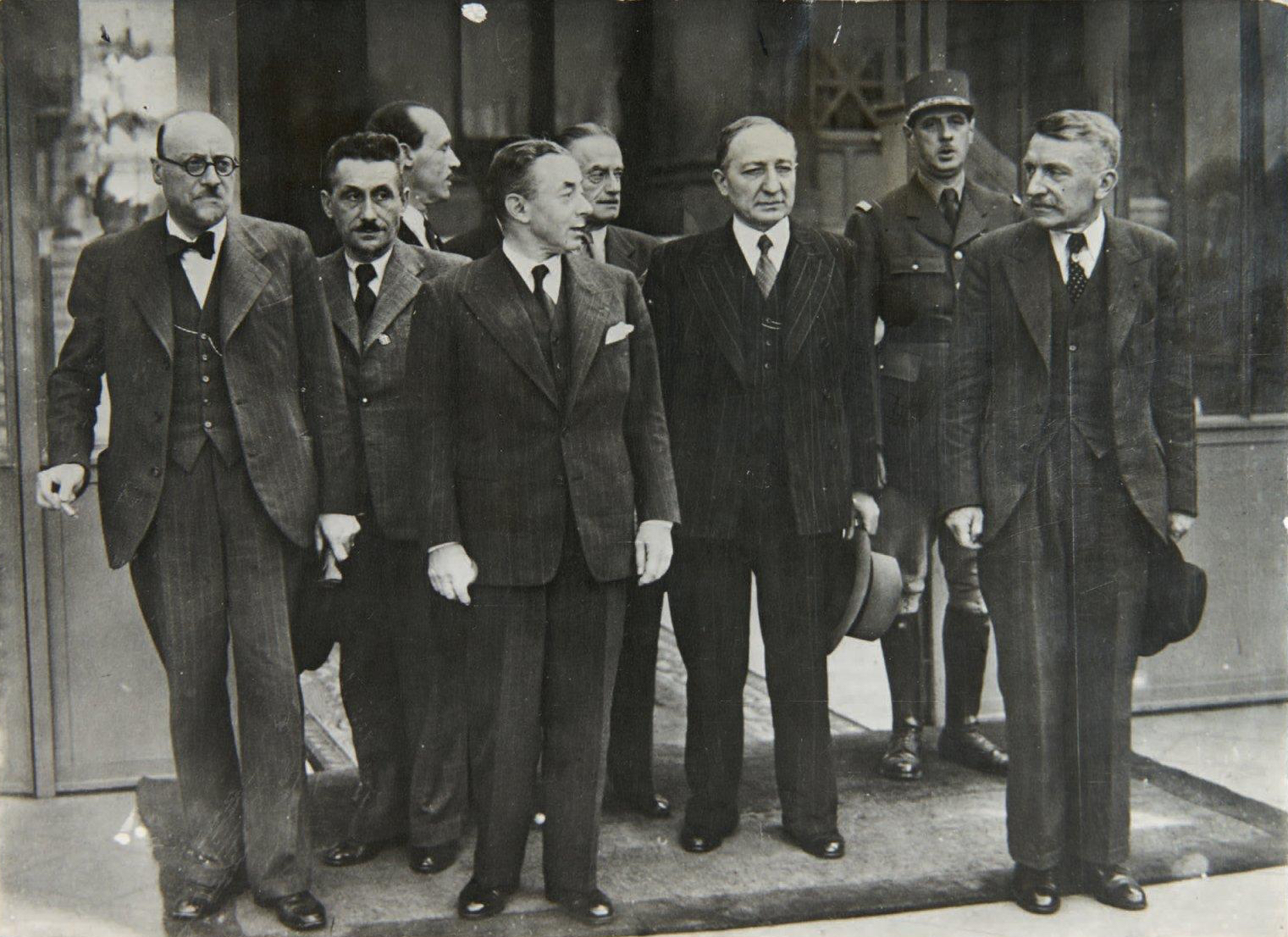
Kabinett Paul Reynaud (6. Juni 1940)

Das Kabinett Reynaud war eine Regierung der Dritten Französischen Republik. Es wurde am 21. März 1940 von Premierminister (Président du Conseil) Paul Reynaud gebildet und löste das Kabinett Daladier V ab. Es blieb bis zum 16. Juni 1940 im Amt und wurde vom Kabinett Pétain I abgelöst.
Dem Kabinett gehörten die Parteien der Union nationale (Allparteienregierung) an: Parti républicain, radical et radical-socialiste (PRRRS), Section française de l’Internationale ouvrière (SFIO), Union socialiste républicaine (URS), Alliance démocratique (AD), Parti Démocrate Populaire (PDP), Fédération républicaine (FR) und Parti social français (PSF).

## Kabinett
Diese Minister bildeten das Kabinett:
- Premierminister: Paul Reynaud
- Vizepräsident: Camille Chautemps (PRRRS)
- Vizepräsident (ab 18. Mai 1940): Philippe Pétain
- Ministre d’État (ab 10. Mai 1940): Louis Marin (FR)
- Ministre d’État (ab 10. Mai 1940): Jean Ybarnégaray (PSF)
- Außenminister: Paul Reynaud
  - ab 18. Mai 1940: Édouard Daladier (PRRRS)
  - ab 5. Juni 1940: Paul Reynaud
- Finanzminister: Lucien Lamoureux (PRRRS)
  - ab 5. Juni 1940: Yves Bouthillier[1]
- Verteidigungs- und Kriegsminister: Édouard Daladier
  - ab 18. Mai 1940: Paul Reynaud
- Justizminister: Albert Sérol[2] (SFIO)
- Bildungsminister: Albert Sarraut (PRRRS)
  - ab 5. Juni 1940: Yvon Delbos (PRRRS)
- Minister des Inneren: Henri Roy[3] (PRRRS)
  - ab 18. Mai 1940: Georges Mandel
- Minister für die Militärmarine: César Campinchi[4] (PRRRS)
- Minister für Luftfahrt: Laurent Eynac (PRRRS)
- Minister für Handel und Industrie: Louis Rollin[5]
  - ab 18. Mai 1940: Léon Baréty[6] (AD)
  - ab 15. Juni 1940: Albert Chichery[7] (PRRRS)
- Minister für öffentliche Arbeiten: Anatole de Monzie (USR)
  - ab 5. Juni 1940: Ludovic-Oscar Frossard (USR)
- Landwirtschaftsminister: Paul Thellier[8] (AD)
- Minister für Lebensmittelversorgung: Henri Queuille (PRRRS)
- Minister für Post, Telegraphie und Telefonie: Alfred Jules-Julien[9] (PRRRS)
- Informationsminister: Ludovic-Oscar Frossard
  - ab 5. Juni 1940: Jean Prouvost[10]
- Minister für Kolonien: Georges Mandel
  - ab 18. Mai 1940: Louis Rollin
- Minister für Arbeit: Charles Pomaret[11] (USR)
- Minister für öffentliche Gesundheit: Marcel Héraud[12] (AD)
  - ab 5. Juni 1940, nun Familienminister: Georges Pernot[13]
- Minister für die Handelsmarine: Alphonse Rio[14] (USR)
- Minister für Veteranen und Renten: Albert Rivière[15] (SFIO)
- Rüstungsminister: Raoul Dautry
- Blockademinister: Georges Monnet[16] (SFIO)

### Unterstaatssekretäre
Dem Kabinett gehörten folgende Sous-secrétaires d’État an:
- Premierminister (30. März bis 6. Juni 1940): Paul Baudouin
- Vizepräsident: Robert Schuman (PDP)
- Verteidigungs- und Kriegsminister (bis 10. Mai 1940): Hippolyte Ducos[17] (PRRRS)
  - ab 6. Juni 1940: Charles de Gaulle
- Innenminister (bis 10. Mai 1940): Louis Jacquinot
- Nationalökonomie (bis 10. Mai 1940): René Hachette[18] (AD)
- Finanzen (bis 10. Mai 1940): Joseph Laniel
- Öffentliche Arbeiten (bis 10. Mai 1940): Fabien Albertin[19] (SFIO)
  - ab 5. Juni 1940: André Février[20] (SFIO)
- Außenministerium (bis 10. Mai 1940): Auguste Champetier de Ribes (PDP)
  - ab 6. Juni 1940: Paul Baudouin
- Bewaffnung (bis 10. Mai 1940): François Blancho[21] (SFIO)
- Bewaffnung der Luftwaffe: Jules Mény[22]
- Information (21. März bis 5. Juni 1940): André Février
- Handelsmarine (bis 10. Mai 1940): Noël Pinelli[23]
- Handel und Industrie (bis 10. Mai 1940): Amaury de La Grange[24]
- Militärmarine (21. bis 22. März 1940)[25]

## Historische Einordnung
Die Regierungszeit Reynauds wurde vollständig vom deutschen Westfeldzug geprägt.
In Paris fand von 20. März bis 3. April 1940 unter Ausschluss der Öffentlichkeit ein Prozess gegen 44 kommunistische Abgeordnete statt, denen die versuchte Wiedergründung einer verbotenen politischen Partei vorgeworfen wurde. Sie wurden zu Haftstrafen zwischen 2 und 5 Jahren verurteilt.
Ab 6. April 1940 wurde ein Gesetzesdekret verabschiedet, das den Hausarrest der fahrenden Bevölkerung an dem in jedem Departement vom Präfekten vorgesehenen Ort vorschreibt, mit dem Verbot, sich während der Dauer des Konflikts zu bewegen.
Am 9. Mai beschloss ein Kabinettsrat, den Oberbefehlshaber General Gamelin zu ersetzen, da er für die Niederlage in Norwegen verantwortlich gemacht wurde. Daladier solidarisierte sich mit Gamelin und trat zurück. Am 10. Mai 1940 begann der deutsche Westfeldzug.
Am 15. Mai 1940 wurde die Internierung aller deutschen Staatsangehörigen zwischen 17 und 56 Jahren angeordnet.
Am 18. Mai 1940 trat Marschall Pétain als Vertreter Reynauds in das Kabinett ein. Maxime Weygand wurde am 19. Mai neuer Oberkommandierender. Am 5. Juni 1940 wurde General de Gaulle zum Unterstaatssekretär im Ministerium für Verteidigung und Krieg ernannt.
Am 10. Juni 1940 erklärte Italien Frankreich den Krieg. Am 22. Juni 1940 besetzten deutsche Truppen Paris. Die Regierung zog nach Bordeaux um.